# .455 Webley

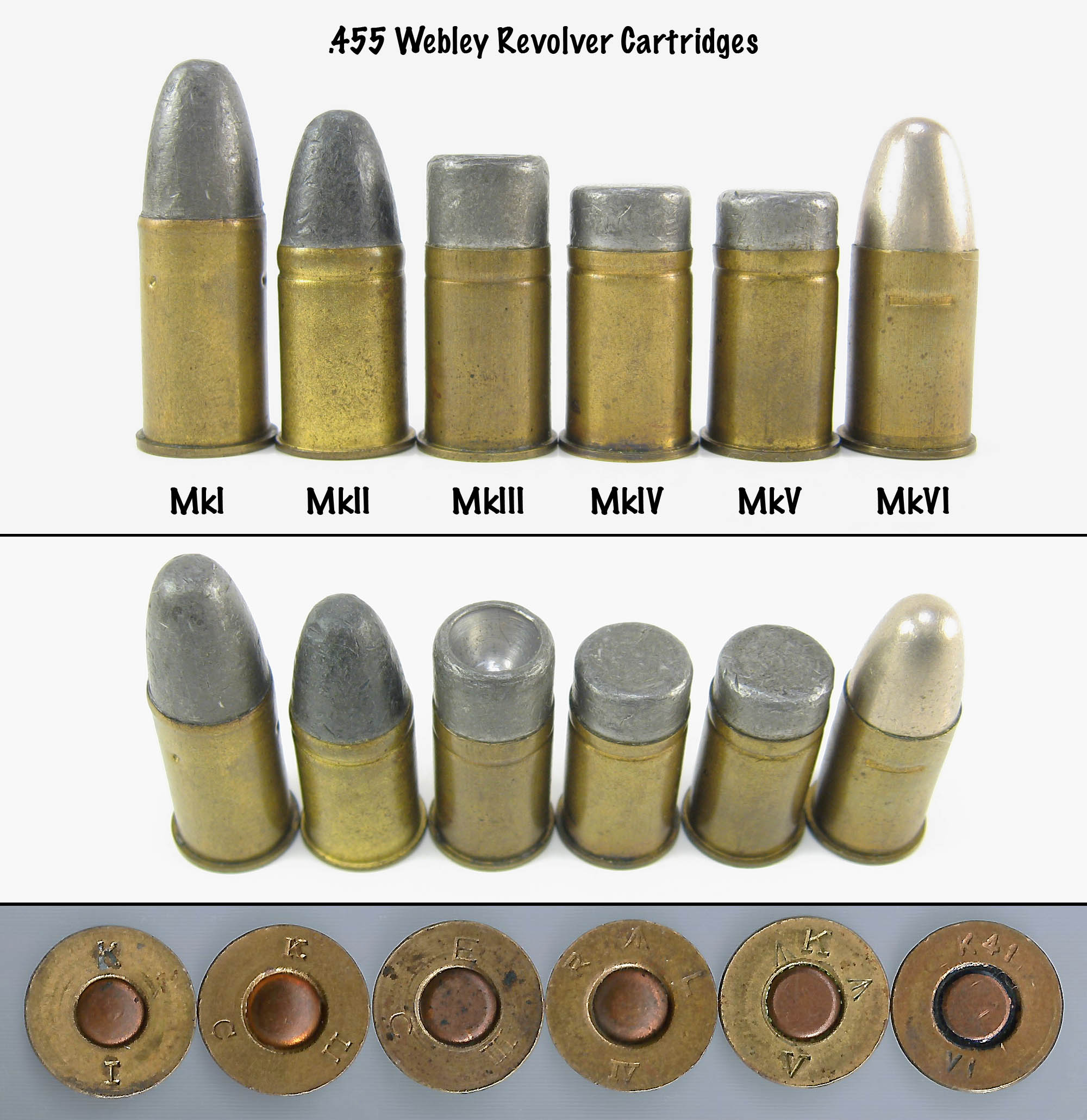
Todas as variantes do cartucho .455 Webley.

O .455 Webley ou .455 Enfield é um cartucho de fogo central britânico, mais comumente usado nos revólveres "Webley top break" nas variantes I a VI. Também é conhecido como .455 Eley e .455 Colt.

## Variantes
- .455 Webley Mk I [11.55×21.7mmR]: introduzida em 1891.[1][2][3]
- .455 Webley Mk II [11.55×19.3mmR]: introduzida em 1897.[4][2][3]
- .455 Webley Mk III [11.55×19.3mmR]: introduzida em 1898.[2]
- .455 Webley Mk IV [11.55×19.3mmR]: introduzida em 1912.[2]
- .455 Webley Mk V [11.55×19.3mmR]: introduzida em 1914.[5][6][2]
- .455 Webley Mk VI [11.55×19.3mmR]: introduzida em 1939.[4][2]